# Maskör
Maskör är ett yrke där man förändrar andras utseende inom exempelvis film, TV och teater. Maskörens uppgift är att genom masker, sminkning, hår och andra hjälpmedel skapa rollfigurer för teaterföreställningar eller TV- och filminspelningar. Maskören kan både gå igenom manus och vara med på repetitioner eller inspelningar för att kontrollera att arbetet fungerar som tilltänkt under produktionen.
Maskörer som arbetar inom TV samarbetar ofta med makeup-artister, bildingenjörer och ljussättare. I större produktioner är en maskör ofta arbetsledare för makeup-artister.
Som maskör kan man vara fast anställd men det är också vanligt att arbeta som frilans. Arbetstiderna är ofta oregelbundna, eftersom man inom teatern, film- och TV-industrin vanligtvis arbetar kvällar och helger.

## Maskörens arbetsuppgifter
En maskörs arbete kan innebära att den, inför en föreställning eller inspelning, går igenom manus och är med på repetitioner. Maskören är också med och planerar rollfigurernas karaktär i samråd med regissören, scenografen, kostymdesignern och skådespelarna. Sedan är det maskörens uppgift att lägga förslag på masker, hår och sminkning för rollfigurerna. Under en föreställning eller produktion är det maskörens uppgift att sköta sminkning, omsminkning och perukbyten.
Masköryrket innebär både konstnärligt och hantverksmässigt arbete. För att kunna utforma en maskering för en rollfigur krävs att maskören exempelvis har teoretiska kunskaper i historia samt om samhället och sin publik. Maskören måste också vara yrkesmässigt skicklig inom många hantverkstekniker. Att tillverka peruker, masker och smink är vanliga arbetsuppgifter. Maskören kan också klippa, färga och permanenta hår och göra håruppsättningar vid behov.